# デッドロックII
『デッドロックII』（原題: Undisputed II: Last Man Standing）は、2006年に製作された米国の映画。デッドロックシリーズの2作目に当たり、主人公のアイスマンを演じるのはヴィング・レイムスからマイケル・ジェイ・ホワイトに変更となっている。また、その後のシリーズで主人公となるロシア人ボクサーのユーリ・ボイカが初めて登場する作品でもある。

## ストーリー
モハーヴェ砂漠のスウィート・ウォーター刑務所でモンロー・ハッチェンスと戦ったアイスマンことジョージ・チェンバースは数年後、ウォッカのCM撮影のためロシアを訪れるが、麻薬所持の濡れ衣を着せられて逮捕される。刑務所に送られるアイスマンだが、そこはマフィアが支配する刑務所であり、非合法の地下格闘大会が開かれていた。最強のファイターはユーリ・ボイカ。ボイカが強すぎるあまり賭けが成立しなくなっており、マフィアのボスであるガガはボイカを打倒しうるファイターを投入するためアイスマンを罠に嵌めたのであった。
ケンカ同然の試合に嫌悪感を抱くアイスマンは戦うことを拒否するが、ガガと刑務所長のマルコフらはあらゆる手を使ってアイスマンを脅迫する。勝てば釈放されることを知ったアイスマンはついに戦うことを決意するが、同房かつセコンドのスティーヴンに薬を盛られ、ボイカに敗れてしまう。
自責の念に駆られたスティーヴンは自殺する。新たなセコンドとして元兵士のニコライと組んだアイスマンは、ボイカとの再対決のため訓練を開始する。

## キャスト
| 役名                                 | 俳優                       | 日本語吹替 |
| ------------------------------------ | -------------------------- | ---------- |
| ジョージ・"アイスマン"・チェンバース | マイケル・ジェイ・ホワイト | 咲野俊介   |
| ユーリ・ボイカ                       | スコット・アドキンス       | 高瀬右光   |
| スティーヴン・パーカー               | ベン・クロス               | 星野充昭   |
| ガガ                                 | マーク・イヴァニール       | 横島亘     |
| マルコフ                             | バレンティン・ガネフ       | 多田野曜平 |
| フィル・ゴールド                     | ケン・ラーナー             | 魚建       |
| ニコライ "クロット"                  | イーライ・ダンカー         | 川村拓央   |